# Allobaccha vivida
Allobaccha vivida är en tvåvingeart som först beskrevs av Hull 1944.  Allobaccha vivida ingår i släktet Allobaccha och familjen blomflugor. Inga underarter finns listade i Catalogue of Life.